# هارون سميث (كاتب أمريكي)
هارون سميث (بالإنجليزية: Aaron Smith)‏ (10 ديسمبر 1976 في الولايات المتحدة)؛ روائي أمريكي.